# Sinagoga di Fossano
La sinagoga di Fossano, scomparsa, sorgeva in via IV Novembre, nell'area dell'antico ghetto. Il giuramento di fedeltà a Filippo_I_di_Savoia-Acaia Filippo d’Acaja del 1319 fa risalire a tale data la più antica presenza ebraica a Fossano. Come negli altri ghetti della regione, una sinagoga serviva le necessità liturgiche della comunità ebraica di Fossano. Dopo l'emancipazione del 1848 la forte emigrazione verso i centri maggiori portò al rapido declino demografico della comunità. Nel 1937 la sinagoga fu smantellata e i suoi arredi barocchi, simili per fattura a quelli della sinagoga di Chieri, furono portati alla sinagoga di Torino, dove andarono distrutti durante il bombardamento della stessa nel 1942. Nel 1960 fu demolito anche l'edificio che ospitava la sinagoga. Niente così rimane oggi, in loco o altrove, a ricordare la presenza di quella che era una delle più belle sinagoghe barocche del Piemonte.